# Cercle de réflexion (instrument)
Pour l’article homonyme, voir Cercle de réflexion.

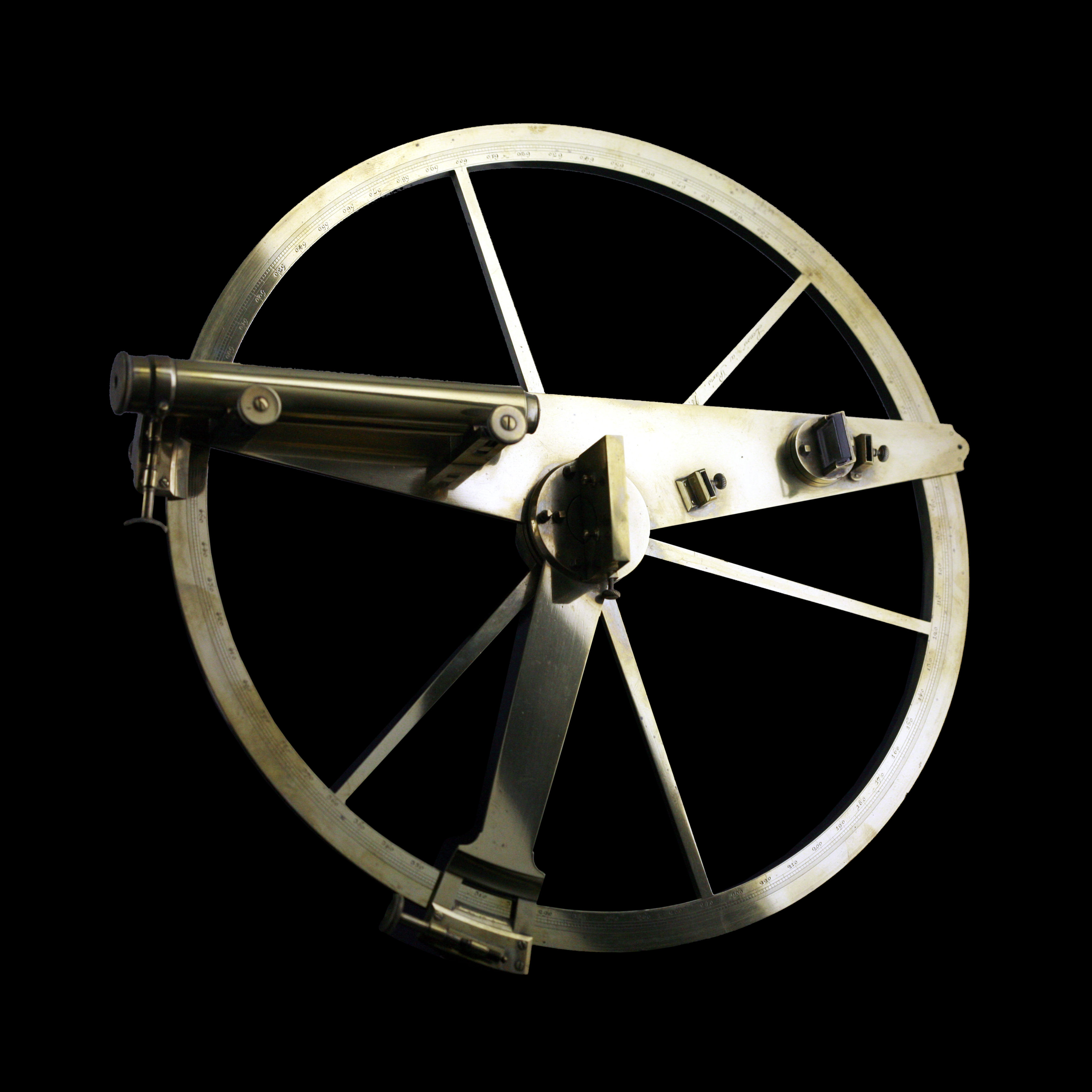
Cercle de réflexion d'Etienne Lenoir, 1786, Musée de la Marine de Brest.

Un cercle de réflexion est un ancien instrument de mesure angulaire employé à la fin du XVIIIe siècle essentiellement en navigation pour faire le point en mer (recherche de latitude et longitude). Inventé par Mayer et amélioré par Borda, cet instrument s'inspire à l'origine de l'octant qui donnait la hauteur du Soleil au-dessus de l'horizon. De par sa conception, il permet la répétition des mesures sans lectures intermédiaires. Ainsi certaines erreurs sont-elles réduites. Son exactitude angulaire dépend du nombre de répétitions ; la résolution du cercle de réflexion de Borda est de l'ordre de la minute de degré.
Au XVIIIe siècle, le cercle de réflexion sera remplacé petit à petit par le sextant pour déterminer les latitudes et par les montres de marine pour les longitudes.

## Le cercle de Mayer
L'invention du cercle de réflexion est due à Tobias Mayer, géomètre et astronome allemand. Pour des besoins à l'origine topographiques et géodésiques, il imagine, vers 1752, un cercle sur lequel il peut répéter plusieurs fois une même mesure sans revenir à zéro. L'erreur de lecture et d'autres erreurs dues à l'instrument sur le cumul des mesures sont alors théoriquement divisées  par le nombre de répétitions. Il s'inspire aussi de l'octant de Hadley pour concevoir son cercle. Il envoie au Bureau des Longitudes à Londres son projet et John Bird construit alors un premier instrument qui ne convainc pas les Anglais de ses avantages par rapport à l'octant. Mayer, néanmoins va se servir de l'instrument pour effectuer des mesures à la Lune et il publiera une description de son cercle en 1767.

### Description
Pour l'essentiel, le cercle de Mayer est constitué :
- d'un cercle dont le limbe est gradué ;
- d'une alidade M centrée sur le cercle et portant un grand miroir central m ;
- d'une lunette avec un petit miroir n fixés sur un support N en déport mais lui aussi centré sur l'axe du cercle.

Les deux miroirs m et n ont la même fonction que sur l'octant de Hadley.

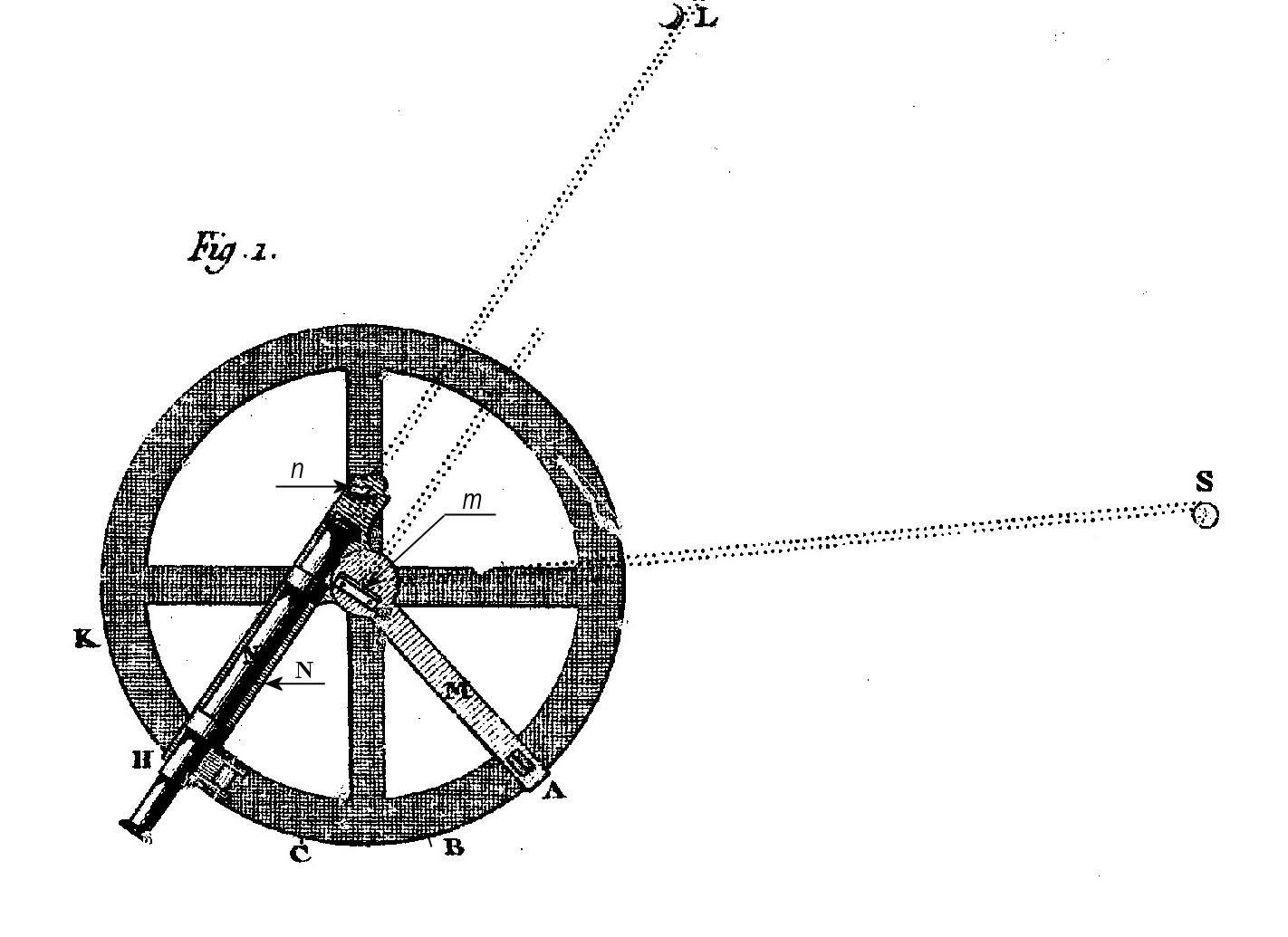
Cercle de Mayer, 1767.

### Exploitation
Soit à mesurer l'angle apparent entre deux astres S et L :
1. placer l'alidade M sur une division de référence A qui peut être le point zéro et la fixer ;
2. faire pivoter l'alidade N pour que les deux miroirs soient parallèles, soit « en faisant coïncider dans le champ de la lunette les images directe et réfléchie d'un même objet éloigné quelconque » ;
3. fixer alors l'alidade N et viser L avec la lunette ;
4. desserrer l'alidade M et la faire tourner vers B point où « l'image de l'astre S, réfléchie par les deux miroirs, entre dans la lunette et vienne toucher l'image de l'astre L vue directement à travers la partie non étamée du petit miroir. ». L'arc AB donne alors l'angle apparent entre les deux astres.

Jusqu'ici, la méthode est identique à celle de l'octant. En reprenant les mêmes opérations à partir du point  B, nouvelle référence, effectuer une deuxième mesure (à partir de l'étape 2), on obtiendra le point C correspondant au double de l'arc AB. On peut reprendre la méthode une troisième et quatrième fois, on obtiendra le triple et le quadruple de l'arc initial. Les erreurs sur l'arc initial seront alors divisées par trois ou quatre suivant le cas. Le nombre de répétitions n'est pas limité ; plus elles seront nombreuses, plus l'erreur, théoriquement, sera réduite.

## Le cercle de Borda
Jean-Charles de Borda, ingénieur du génie maritime français part en 1771 sur la frégate la Flore avec pour mission d'essayer de nouvelles montres marines. Il emporte avec lui un cercle de Mayer, l'utilise et se propose de l'améliorer, ce qui sera fait entre 1775 et 1777 avec l'aide de fabricants anglais. À partir de 1783, il confiera la fabrication et la division de ses cercles à Étienne Lenoir « ouvrier assez intelligent pour comprendre son idée et assez habile pour l'éxécuter ».

### Améliorations
Borda va faire :

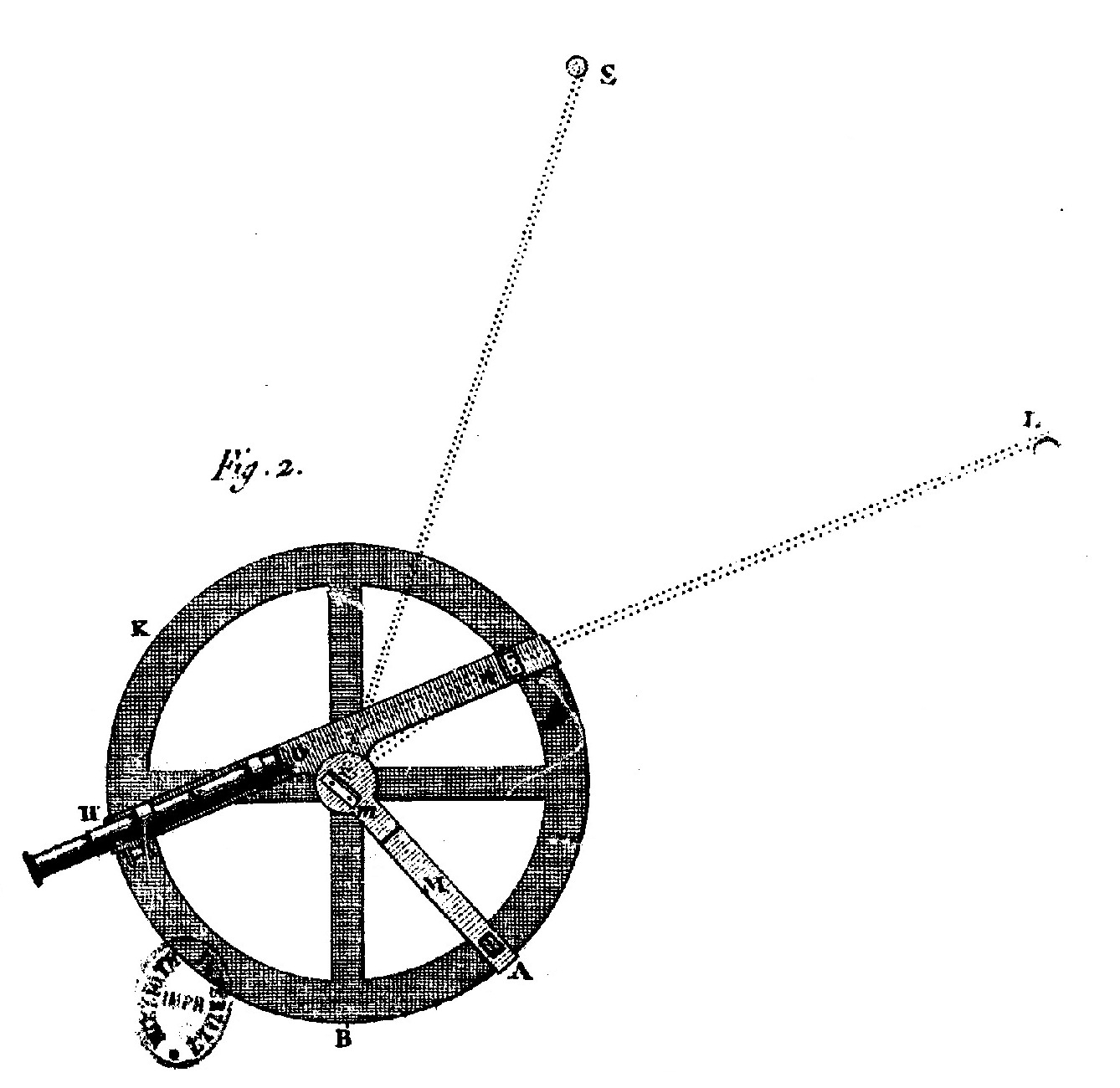
Cercle de Mayer amélioré par Borda, 1775.

- reculer la lunette sur son support pour que son objectif soit en deçà du centre du cercle ;
- rallonger cette alidade et placer le petit miroir vers l'extrémité de ce prolongement.

« Ainsi, on peut recevoir l'image de l'astre sur le grand miroir, soit d'un côté, soit de l'autre par rapport à la lunette. Cette modification va éviter aussi les opérations préliminaires de vérification du parallélisme des deux miroirs à zéro ». (Il s'agit de l'opérations 2 de l'exploitation du cercle de Mayer).
La forme définitive du cercle de Borda sera acquise vers 1777.

### Description

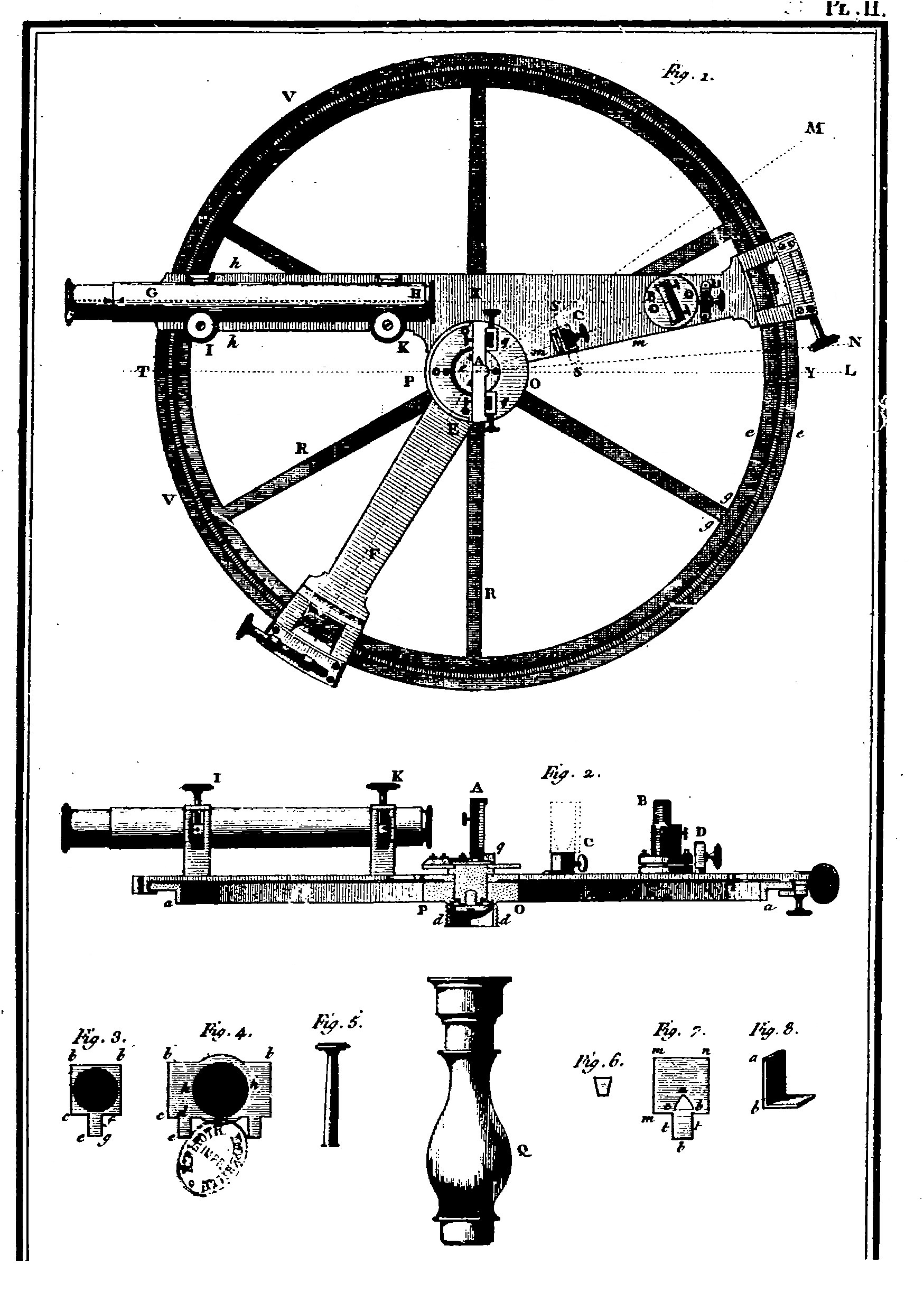
Le cercle de réflexion de Borda, 1777.

Borda décrit dans le détail son nouvel instrument et en donne toutes les caractéristiques ; en voici l'essentiel :
- le corps de l'instrument, en laiton moulé d'une seule pièce, a un diamètre intérieur de 26 cm, un limbe de 13 mm de largeur divisé en 720° ;
- les deux alidades, indépendantes, ont chacune un vernier qui donne la minute.
- l'instrument peut recevoir une poignée à main pour observation en mer. Plus tard il pourra être monté sur rotule avec un trépied pour usage à terre.
- les miroirs sont décrits en détail avec leurs verres respectifs, ainsi que la lunette ;
- tous les éléments, lunette, miroirs sont réglables…

Pour information, le prix d'un cercle de réflexion de Borda, en 1840, était de 450 francs de l'époque.

## Usages du cercle de réflexion
L'instrument, utilisé en mer permet :
- d'observer des hauteurs méridiennes des astres pour déterminer la latitude ;
- d'observer des hauteurs des astres pour déterminer l'heure ;
- d'observer des distances de la lune aux astres pour déterminer les longitudes[10].

## Modifications ultérieures
Vers 1799, Mendoza, ancien officier de marine fixé à Londres, suggèrera plusieurs modifications. Edward Troughton (1753, 1835) apportera de nouvelles améliorations, en utilisant trois alidades  avec des verniers, ce qui permettait de faire trois lectures en trois endroits différents, ce qui sera souligné par Lalande en 1800. Ces changements n'auront pas de succès en France, les avantages de précision ne compensant pas certaines difficultés d'utilisation.

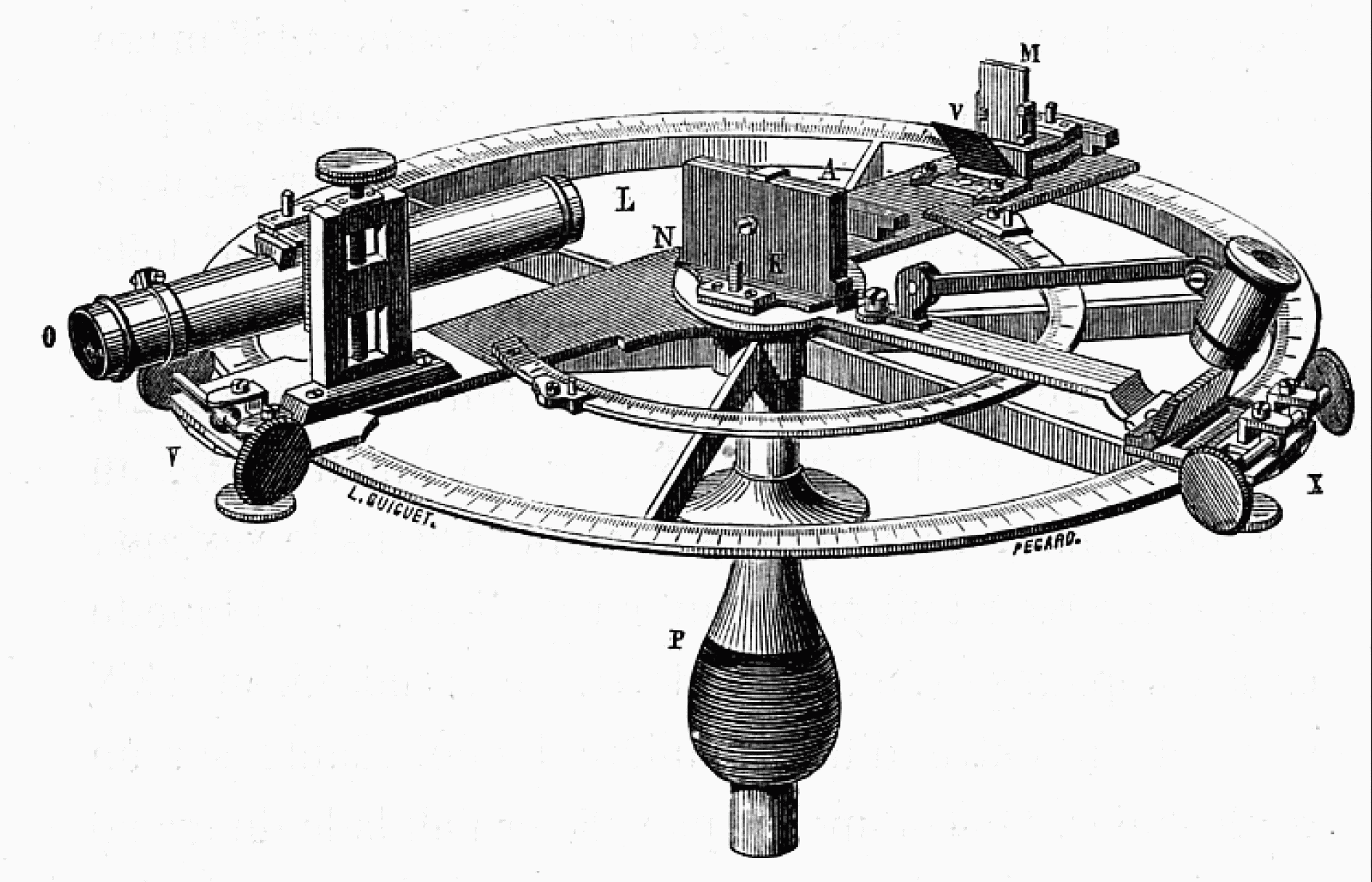
Cercle de réflexion dans l'astronomie populaire de F. Arago, ca 1850.

## Instrument dérivé
L'idée de la répétition des mesures pour augmenter la précision sera adaptée à un nouvel instrument employé en géodésie. Ce sera le cercle répétiteur, résultat des travaux de Lenoir.